# Vlado Kalember
Vlado Kalember is een Kroatische zanger en meest bekend voor zijn schorre stem.
In de jaren 70 was hij zanger bij de populaire band Silver Wings. Na zijn vertrek bij de band begon hij een solocarrière. In 1984 vertegenwoordigde hij Joegoslavië op het Eurovisiesongfestival aan de zijde van Izolda Barudzija met het lied Ciao Amore, ze werden voorlaatste.
Vlado is gehuwd met cello-speelster Ana Rucner, ze hebben 1 kind.

## Bekende liedjes
- "Ja nisam kockar ali gubim"
- "Ana"
- "Lili"
- "Doris"

1961: Ljiljana Petrović · 
1962: Lola Novaković · 
1963: Vice Vukov · 
1964: Sabahudin Kurt · 
1965: Vice Vukov · 
1966: Berta Ambrož · 
1967: Lado Leskovar · 
1968: Luciano Kapurso & Hamo Hajdarhodžić · 
1969: Ivan & 3M · 
1970: Eva Sršen · 
1971: Krunoslav Slabinac · 
1972: Tereza · 
1973: Zdravko Čolić · 
1974: Korni · 
1975: Pepel in Kri · 
1976: Ambasadori · 
1981: Seid Memić-Vajta · 
1982: Aska · 
1983: Danijel Popović · 
1984: Vlado & Izolda · 
1986: Doris Dragović · 
1987: Novi Fosili · 
1988: Srebrna Krila · 
1989: Riva · 
1990: Tajči · 
1991: Bebi Dol · 
1992: Extra Nena